# Eta Centauri
Eta Centauri (η Cen / HD 127973 / HR 5440) es una estrella en la constelación de Centaurus de magnitud aparente +2.33. Se encuentra a 310 años luz de distancia del sistema solar.
Eta Centauri es una estrella blanco-azulada de la secuencia principal de tipo espectral B1.5Vne y cuya temperatura superficial es de aproximadamente 20 000 K. La «e» en su tipo espectral indica que es una estrella Be con emisiones variables de hidrógeno en su espectro, vinculadas con la presencia de un disco circunestelar en torno la estrella. Este disco está relacionado con la rápida velocidad de rotación de la estrella, de más de 310 km/s, que la lleva a completar una vuelta en menos de un día. La posición del disco, casi de perfil desde nuestra línea de visión, hace que Eta Centauri esté clasificada como una estrella con envoltura.
La luminosidad de Eta Centauri —teniendo en cuenta la radiación emitida en el ultravioleta— es de casi seis mil soles, con un radio unas cinco veces más grande que el radio solar. Tiene una masa comprendida entre 8.5 y 10.5 masas solares y una edad inferior a veinte millones de años. Es una estrella variable cuyo brillo oscila unas centésimas de magnitud con períodos múltiples de 18.6, 16.2, 13.5, 6.3 y 5.3 horas, clasificada como variable Gamma Cassiopeiae. Pertenece a la asociación estelar Centaurus Superior-Lupus o UCL, grupo de estrellas masivas de tipo O y B con un origen común, que a su vez forma parte de la gran Asociación estelar de Scorpius-Centaurus.